# 伴貞懿
伴 貞懿（ばん さだよし）は、幕末の旗本。通称は門五郎（もんごろう）。彰義隊の発起人の一人。

## 略歴
中山道蕨宿の名主・岡田正広の三男。叔父の幕臣・伴貞栄の婿養子となり、その死後に家督を相続する。嘉永5年（1852年）御徒として幕府に仕える。文久3年（1863年）将軍徳川家茂の上洛に従い、慶応2年（1866年）陸軍調役に就任。慶応3年（1867年）江戸に戻る。慶応4年（1868年）戊辰戦争が始まると江戸市中が動揺したため、本多敏三郎・須永於菟之輔とともに朝敵となった前将軍徳川慶喜の雪冤運動を行い、また同志を糾合して彰義隊結成を建議し、渋沢成一郎・天野八郎を幹部に据えて自らは本多・須永とともに幹事に就任した（程なく渋沢・須永は脱退）。彰義隊は江戸開城に反発して上野に立て籠もり、開城を推進する勝海舟からの解散要請を拒否する。自身は日光山への退去を主張したが、天野や覚王院義観の強硬意見に押される。5月15日、官軍大村益次郎らによる上野攻撃を受け、自ら陣頭指揮を執ったものの彰義隊は壊滅した（上野戦争）。敗北を悟って自害したが、戦火により死骸は発見されなかった。